# Bernd Baumgart
Bernd Baumgart (Lutherstadt Wittenberg, 1955. július 3. –) német evezős. Az 1976. évi nyári olimpiai játékokon evezés nyolcasban aranyérmet szerzett Gottfried Döhn, Werner Klatt, Hans Joachim Lück, Dieter Wendisch, Roland Kostulski, Ulrich Karnatz, Karl Heins Prudöhl és Karl Heinz Danielovski társaságában.